# Erwin Porzner
Erwin Porzner (* 8. Januar 1936 in Larrieden) ist ein ehemaliger deutscher Handballspieler und Handballtrainer.

## Leben
Porzner spielte zusammen mit seinen drei Brüdern Heinz, Helmut und Konrad Porzner beim TSV 1860 Ansbach.
1955 absolvierte er die Oberrealschule Ansbach und begann das Jurastudium in Erlangen, wo er Mitglied der musischen Studentenverbindung AMV Fridericiana Erlangen wurde.
Er stand im gemeinsamen Aufgebot des Deutschen Handballbundes (DHB) und des Deutschen Handballverbandes bei der Feldhandball-Weltmeisterschaft 1959, bei der die Mannschaft Weltmeister wurde, und bei der Feldhandball-WM 1966, bei der die Mannschaft des DHB ebenfalls Weltmeister wurde. Porzner bestritt 40 Länderspiele für eine deutsche Nationalauswahl. Für den Gewinn der Weltmeisterschaft 1966 wurde er mit dem Silbernen Lorbeerblatt geehrt.
Nach Beendigung seiner Karriere als Spieler wurde er 1979 beim Bayerischen Handballverband (BHV) Lehrwart und Trainer. Er trainierte die Frauenmannschaft des 1. FC Nürnberg, mit der er Deutscher Meister wurde. Porzner bildete beim BHV Übungsleiter und B-Trainer aus.
Bei der Wahl zum Oberbürgermeister der Stadt Ansbach trat Erwin Porzner 1971 für die SPD an und unterlag dem parteilosen Gegenkandidaten der CSU, Ernst-Günther Zumach.

## Auszeichnungen
- Gerd-Fischer-Gedächtnispreis des BHV (2005)[5]
- Goldene Ehrennadel des BLSV